# Active Desktop
Active Desktop (активный рабочий стол) — элемент, с помощью которого можно настроить рабочий стол в операционной системе Windows таким образом, чтобы он работал как веб-страница, на которой могут располагаться как гиперссылки, так и другие элементы HTML 4.0 (в том числе элементы выбранных веб-сайтов с поддержкой автоматического обновления).
Эта технология впервые появилась в Internet Explorer 4.0 и позволяла обновить рабочий стол операционной системы Windows 95 или Windows NT 4.0. Более поздние версии Windows, в состав которых входил Internet Explorer 4.x (Windows 98) или Internet Explorer 5.x (Windows ME, Windows 2000, Windows XP, Windows Server 2003) поддерживали Active Desktop сразу после установки системы. В операционной системе Windows Vista (в состав которой входит Internet Explorer 7.0) поддержка технологии уже отсутствует. Возможности, аналогичные Active Desktop, там предоставляют WebSlices, Windows Vista Sidebar, частично Dreamscene.